# Ding Dong (chanson)
Pour les articles homonymes, voir Ding Dong.
Ding Dong est une chanson composée et interprétée par Dana International, représentant Israël au Concours Eurovision de la chanson 2011 à Düsseldorf en Allemagne.
C’est la deuxième apparition de Dana International au Concours Eurovision de la chanson, après avoir représenté Israël au Concours Eurovision de la chanson 1998 avec la chanson « Diva », avec laquelle elle a remporté la première place.
La chanson remporte la première place, avec 290 points, du Concours de la chanson pré-Eurovision qui s’est tenu le 8 mars 2011,. Elle est tirée au sort pour être la 12e chanson de la deuxième demi-finale du Concours Eurovision de la chanson.
La version finale de la chanson, telle qu’interprétée lors de la compétition, est révélée le 30 mars. Elle est arrangée et produite musicalement par Doron Plaskov, Omri Angel et Asa Raviv. Le clip officiel de la chanson sort le 1er mai avant la deuxième demi-finale de la compétition.
La chanson atteint la 15e place en demi-finale, et ne s’est donc pas qualifiée pour la finale de la compétition.